# Gasthaus St. Vith (Mönchengladbach)

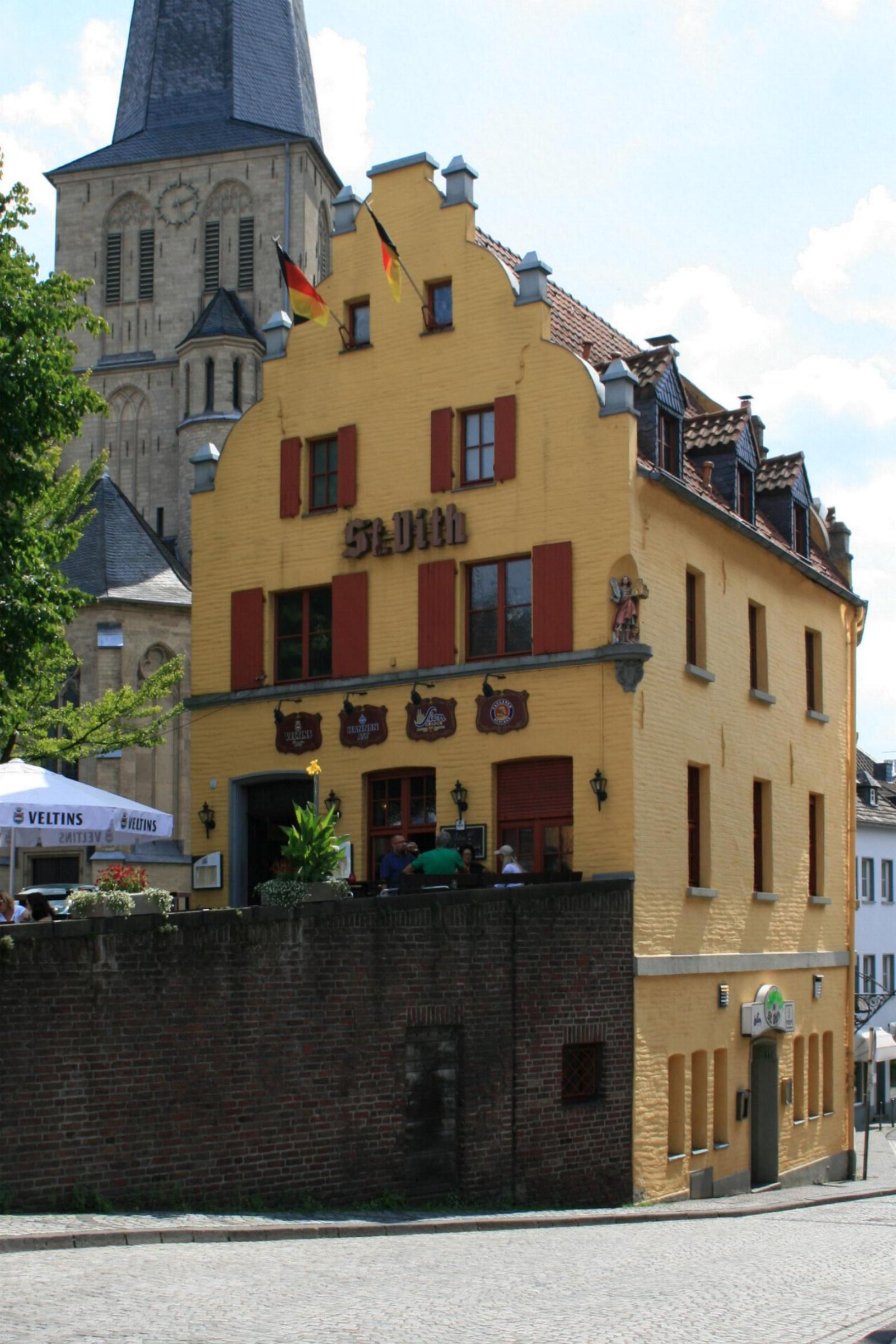
Gasthaus St. Vith, 2010

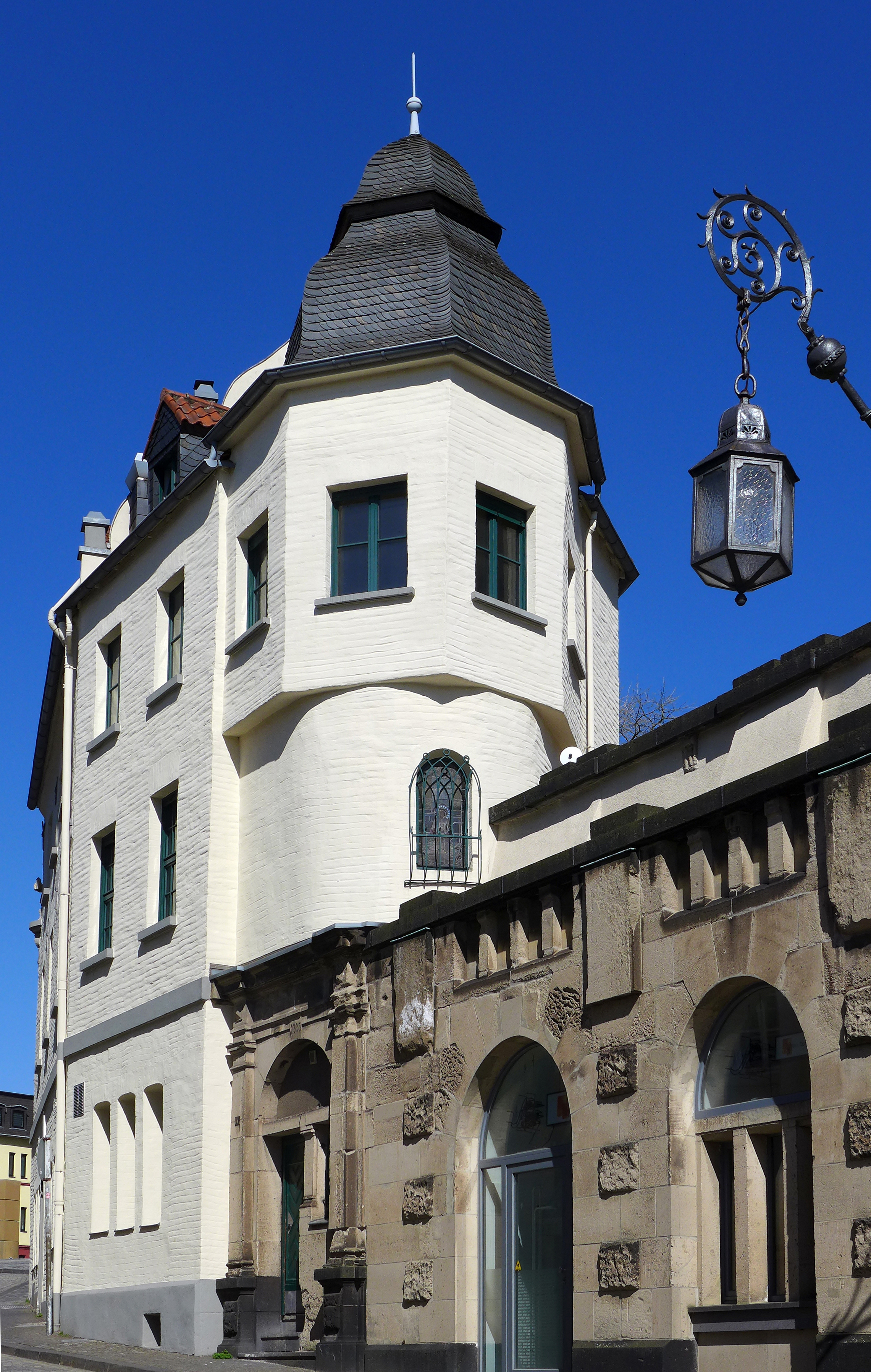
Gaststätte St. Vith (Rückseite), 2020

Das Gasthaus St. Vith am Alten Markt 6 im Stadtteil Gladbach von Mönchengladbach (Nordrhein-Westfalen) wurde in der zweiten Hälfte des 17. Jahrhunderts erbaut.

## Architektur
Es handelt sich um einen gelb geschlämmten Backsteinbau von drei Geschossen auf langgestrecktem Grundriss mit unregelmäßigem Verlängerungsanbau und apsisartiger Erweiterung. Dreiseitig freistehend mit jeweils unterschiedlich gestalteten Fassadenausführungen.
Die symmetrisch gegliederte Hauptfassade ist zum Alten Markt hin orientiert und schließt mit einem geschweiften, filialbesetzten Stufengiebel ab. Neben einem profilierten Stockwerkgesims übernehmen die in stockwerkweise versetzter Abfolge angeordneten Fenster die horizontale Gliederung. Die Fenstergestaltungen sind geschossweise differierend und von nach oben abnehmenden Größendimensionen. Wie der links eingeschnittene, mit profilierter Putzrahmung gefasste Gaststätteneingang schließen auch die beiden rechts flankierenden Rechteckfenster mit einem Stichbogen ab. Die scheitrecht abschließenden und mit einem Entlastungsbogen „bekrönten“ beiden Fenster des ersten und zweiten Obergeschosses sind als Recht- bzw. kleine Hochrechteckfenster ausgebildet und mit hölzernen Schlagläden ausgestattet. Das obere Giebelfeld belichten zwei schmale, lukenähnliche Fensteröffnungen. Die Mauerecke zur Rathausstraße akzentuiert eine durch das Stockwerkgesims verkröpfte Nische mit einer Replik der Figur des St. Vith, deren Original sich im Schloss Rheydt befindet. Unterhalb der tragenden Konsole eine Kartusche mit dem Wappenemblem – Andreaskreuz – des Abtes Peter Sieben (1635–1659).
Die der schräg abfallenden Rathausstraße zugewandte Fassade zeigt einen dreiachsigen Gebäudeteil, dem sich ein abgeknickter Teil von zwei Fensterachsen und die apsisartige Erweiterung anschließen. Ein schlichtes durchlaufendes Stockwerkgesims grenzt das Erdgeschoss zu den Obergeschossen ab. Bei symmetrischer Gliederung des ersten Gebäudeabschnittes mittelaxiale Erschließung mit einer beidseitig flankierenden Dreifenstergruppe. Drei jeweils gleichförmige Hochrechteckfenster mit gemauerten Entlastungsbögen öffnen in gleichmäßiger Reihung die beiden Obergeschosse. Die dazwischenliegende Wandfläche zieren vier schmiedeeiserne Maueranker. In analoger Gliederung und Gestaltung, jedoch nur mit einer Dreifenstergruppe und jeweils zwei Obergeschossfenstern belichtet, präsentiert sich der abknickende Gebäudetrakt, der sich im Erdgeschoss als (ehemalige) WC-Anlage in aufwändiger Natursteinverkleidung aus dem Jahre 1905 fortsetzt. Dem ersten Obergeschoss schließt sich eine halbrunde, mittig durch ein vergittertes Rundbogenfenster belichtete Erweiterung an. Im zweiten Obergeschoss ein vorkragendes, vierfach gebrochenes Polygon mit analog vier Fensteröffnungen.
Über einer Traufe mit Vorhangrinne schließt der erneuerte barocke Turmhelm den apsidialen Anhang ab. Die der Hauptpfarrkirche zugewandte zweigeschossige Längsfront (Ostfassade) zeigt eine analog schlichte, doch im Detail variierende Gliederung. Asymmetrische Öffnung des rechten Fassadenabschnittes durch drei tief heruntergezogene Hochrechteckfenster im Erdgeschoss, denen vier gleichförmige im Obergeschoss entsprechen; wie an der Hauptfassade sind auch hier die Fenster mit Schlagläden und wie an allen Fensteröffnungen des Gebäudes – mit Ausnahme der Erdgeschossfenster der gegenüberliegenden Front – mit Natursteinfensterbänken versehen. Den linken Gebäudeabschluss bildet der schon genannte apsisartige Anbau. Die Fläche des steil geneigten Satteldaches durchbrechen zur Rathausstraße drei axial angelegte spitzgieblige Dachgauben und zwei asymmetrisch angeordnete zur Kirchenseite.
Das Haus ist unter Nr. A 011 am 4. Dezember 1984 in die Denkmalliste der Stadt Mönchengladbach eingetragen worden.